# Otto Keresztes
Otto Keresztes (* 24. Juli 1963 in Miercurea Ciuc) ist ein ehemaliger rumänisch-deutscher Eishockeyspieler und jetziger -trainer. Er gehört der ungarischen Minderheit in Rumänien an.

## Karriere als Spieler
Otto Keresztes begann seine Karriere als Eishockeyspieler in Deutschland in der Saison 1989/90 beim 1. EHC Hamburg in der 2. Eishockey-Bundesliga. In den folgenden drei Jahren spielte er für deren Ligarivalen ESC Wolfsburg und EHC Essen-West. In der Saison 1993/94 war er für den EC Kassel in der 2. Bundesliga und den Drittligisten Herner EV aktiv. Die Saison 1994/95 begann der Verteidiger beim EC Ratingen in der neu gegründeten Deutschen Eishockey Liga. Noch während der laufenden Saison ging er zurück an seine alte Wirkungsstätte zu den Moskitos Essen in die dritte Liga, wo er bis 1997 blieb und im ersten Jahr gleich den Aufstieg in die zweite Liga schaffte.
Im Sommer 1997 unterschrieb Kerestes einen Vertrag beim Zweitligisten EV Duisburg, mit dem er 1998 den Abstieg in die dritte Liga hinnehmen musste. Dort begann er auch die Saison 1998/99, ehe er zur Düsseldorfer EG in die zweite Liga wechselte. Keresztes blieb 1999 weiterhin in der zweiten Liga beim EHC Neuwied, allerdings wechselte er nach kurzer Zeit in die drittklassige Oberliga zu den Dresdner Eislöwen. In der sächsischen Landeshauptstadt blieb er bis 2001, kehrte dann noch einmal für ein Jahr nach Neuwied zum SC Mittelrhein zurück, ehe er 2002 im Alter von 38 Jahren seine aktive Karriere beendete.

## Karriere als Trainer
Ab der Saison 2003/04 war er für zwei Jahre Co-Trainer bei seinem letzten Club, dem SC Mittelrhein-Neuwied. Zur Saison 2005/06 wurde er Cheftrainer bei den EHF Passau Black Hawks in der Landesliga Bayern. Mit den Passauern schaffte er den Durchmarsch über die Bayernliga in die Oberliga. Dabei wurde er mit den Black Hawks Meister der Landesliga 2005, Bayernligameister 2007 und Sieger des Bayernkrugs.
Während der Oberliga-Saison 2007/08 wurde er aufgrund mangelnden Erfolgs und akuter Abstiegsgefahr entlassen. Im Sommer 2008 wurde Keresztes vom Zweitligisten Dresdner Eislöwen als neuer Co-Trainer vorgestellt. Allerdings leitete er gleichberechtigt mit dem Cheftrainer und Manager Jan Tábor das Training. Während der ersten 12 Spiele kümmerte sich Tábor um den Sturm und Keresztes um die Verteidigung. Im Oktober 2008 gab Tábor das Traineramt auf und beschränkte sich wieder auf seine Posten als Manager bzw. Geschäftsführer. Damit wurde Otto Keresztes zum Cheftrainer befördert.
Aufgrund mangelnder Leistungen seines Teams wurde er Anfang Januar 2009 seines Amtes enthoben und war anschließend Co-Trainer bei den Eislöwen. Zum Ende der Saison 2008/09 wurde sein Vertrag komplett aufgelöst.
Zwischen 2011 und 2013 war er Cheftrainer der U18- und U20-Auswahl des rumänischen Eishockeyverbandes und betreute diese unter anderem bei der U18-Junioren-C-Weltmeisterschaft 2011.
Von Juli 2013 bis Juli 2015 war er Trainer an der Okanagan Akademie Europe in St. Pölten und betreute die U18-Auswahl L.A. Stars aus der Erste Bank Juniors League. Von 2015 an arbeitete Keresztes zwei Jahre als Headcoach beim ASC Corona 2010 Brașov. Ab 2017 war er Cheftrainer beim Nachwuchs des EHC Straubing, des Stammvereins des DEL-Clubs Straubing Tigers. Ende 2018 verließ er den EHC Straubing und wurde Trainer beim Deggendorfer SC, zunächst im Nachwuchsbereich und ab Mitte Januar 2019 als Interimstrainer der Profimannschaft.

## Erfolge und Auszeichnungen
- 1995 Aufstieg in die 1. Eishockey-Liga mit den Moskitos Essen